# 屈西昂纳尔蒙
屈西昂纳尔蒙（法語：Cuisy-en-Almont，法語發音：[kɥizi ɑ̃.n‿almɔ̃]）是法国上法蘭西大區埃纳省的一个市镇，属于苏瓦松区。

## 地理
屈西昂纳尔蒙（49°25'3"N, 3°14'45"E）面积9.17 平方千米，位于法国上法蘭西大區埃纳省，该省份为法国北部内陆省份，北起北部省，西接索姆省和瓦兹省，东临阿登省和马恩省，西南至塞纳-马恩省，东北部与比利时接壤。
与屈西昂纳尔蒙接壤的市镇（或旧市镇、城区）包括：比约克西、丰特努瓦、奥斯利库蒂勒、波米耶、塔尔捷、沃雷济。

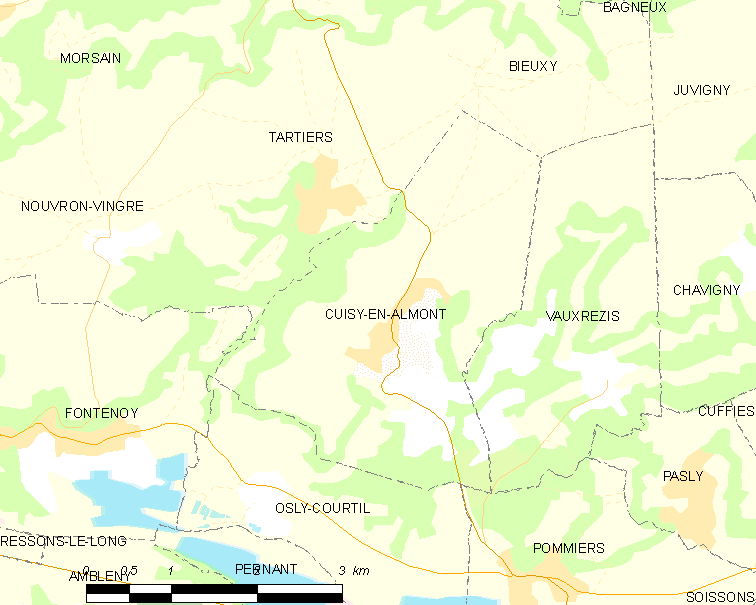
屈西昂纳尔蒙的OSM定位图

屈西昂纳尔蒙的时区为UTC+01:00、UTC+02:00（夏令时）。

## 行政
屈西昂纳尔蒙的邮政编码为02200，INSEE市镇编码为02253。

## 政治
屈西昂纳尔蒙所属的省级选区为苏瓦松第一县。

## 人口

1962-2008年间屈西昂纳尔蒙人口变化图示

屈西昂纳尔蒙于2022年1月1日时的人口数量为358人。